# Benz Abas
Benz Abas (circa 1966/1967 – 2020) was een Surinaams bestuurder en diplomaat. Hij was van 2018 tot 2020 ambassadeur in Indonesië.

## Biografie
Benz Abas werd in circa 1966/1967 geboren. Hij was lid van de Hervormings- en Vernieuwingsbeweging (HVB), een afsplitsing van de Javaanse partij Pertjajah Luhur. Hij had de leiding over het overheidsbedrijf Centrale voor Vissershavens in Suriname (Cevihas), maar moest die functie in januari 2016 afstaan aan Derryl Boetoe.
Vervolgens rondde hij als een van de eerste deelnemers met succes de opleiding af aan het Suriname Diplomaten Instituut. Hij werd op 12 december 2018 door president Desi Bouterse benoemd tot ambassadeur van Suriname in Indonesië en begon in januari 2019 in deze functie. Hij kreeg de opdracht mee om toerisme en investeringen uit Indonesië te stimuleren.
Abas overleed in 2020 Indonesië. Hij is 53 jaar oud geworden.